# دائه یئون ریم
دائه یئون ریم (هانگول: 대연림) مؤسس پادشاهی هونگ یو بود که این پادشاهی را به عنوان جانشین امپراتوری بالهائی معرفی کرد.

## پیش زمینه و شروع به قدرت‌گیری
دائه یئون ریم از خانواده سلطنتی بالهایی و مستقیماً از نسل هفتم ته جویونگ مؤسس بالهایی بود. وی در سن نامعلومی وارد ارتش لیائو شد و سر انجام به عنوان ژنرال به استان مرکزی اعزام شد. در حالی که به عنوان ژنرال برای لیائو خدمت می‌کرد به‌طور مخفیانه رؤیای ایجاد شکوه دوباره بالهایی را در سر می‌پروراند؛ و شروع به جمع‌آوری مردم بالهایی کرد و در نهایت در سال ۱۰۲۹ پادشاهی هونگ یو را تأسیس کرد. پادشاهی هونگ یو تعداد زیادی از مردم بالهایی را به خود جذب کرد تا اینکه در سال ۱۰۳۰ به شکوفایی رسید.

## شکست و سقوط
ارتش لیائو برای از بین بردن پادشاهی هونگ یو به این پادشاهی حمله کرد. پادشاه دائه یئون ریم به پایتخت برگشت و شروع به مبارزه با لیائو کرد تا اینکه یکی از ژنرال‌هایش دروازه‌های شهر را بر روی ارتش لیائو باز کرد و ارتش لیائو وارد شهر شد؛ و پس از یک سال این پادشاهی توسط خیانت یکی از ژنرال‌های دائه یئون ریم از بین رفت.